# Liisa Hyssälä
Liisa Marja Hyssälä, née le 18 décembre 1948 à Ii, est une femme politique finlandaise du Parti du centre (Kesk). Elle est actuellement directrice de la  Sécurité sociale finlandaise (Kela) .

## Biographie

### Formation
Après son diplôme de fin d'études secondaires, elle quitte sa commune natale d'Ii pour entrer à l'Université de Turku où elle obtient une maîtrise de science politique (1974). Elle poursuit ensuite ses études pour obtenir une licence de dentisterie en 1978 et exerce par la suite en tant que dentiste libérale jusqu'à son entrée au parlement en 1995. Elle obtient un doctorat de dentisterie en 1992.

### Carrière politique

#### Députée et élue locale
Élue au conseil municipal de sa commune de résidence (Lieto) pour la première fois en 1993, elle entre à la Diète nationale à la faveur des élections législatives de 1995. Elle a toujours été réélue depuis, dans la même circonscription. En parallèle de ses activités parlementaires, elle est vice-présidente de la région de Finlande propre de 1996 à 2003.

#### Ministre de la Santé
Elle renonce à ce poste lors de son entrée au gouvernement Jäätteenmäki, dont elle devient le 17 avril 2003 la ministre des Services sanitaires et sociaux. La démission d'Anneli Jäätteenmäki n'affecte pas son poste ministériel qu'elle conserve dans le premier gouvernement de Matti Vanhanen. Lors de la formation du second gouvernement Vanhanen en avril 2007, elle devient ministre des Affaires sociales et de la Santé, succédant à Tuula Haatainen. À la suite de son élection à la direction de la Sécurité sociale, elle démissionne du gouvernement le 24 mai 2010.

## Sources
1. 1 2  (fi) Présentation parlementaire officielle